# Copa da África de Rugby
Copa da África de Rugby (em inglês: Africa Cup) é o principal torneio de rugby da África organizado pela CAR (Confederation Africaine de Rugby).
A primeira competição foi realizada em 2000.
22 países jogam a Copa da África. Eles estão divididos em várias divisões. A maior divisão é chamada Divisão 1A eo vencedor será coroado campeão da Copa da África. As outras divisões são 1B Divisão, Divisão 1C e Divisão 2.

## Edições
| Ano     | Campeão       | Vice-Campeão | Placar          |
| ------- | ------------- | ------------ | --------------- |
| 2000    | África do Sul | Marrocos     | 44 - 14         |
| 2001    | África do Sul | Marrocos     | 36 - 20         |
| 2002    | Namíbia       | Tunísia      | 17 – 24 26 – 19 |
| 2003    | Marrocos      | Namíbia      | 27 - 7          |
| 2004    | Namíbia       | Marrocos     | 39 - 22         |
| 2005    | Marrocos      | Madagáscar   | 43 - 6          |
| 2006    | África do Sul | Namíbia      | 29 - 27         |
| 2007    | Uganda        | Madagáscar   | 42 - 11         |
| 2008-09 | Namíbia       | Tunísia      | 18 – 13 22 – 10 |
| 2010    | Não terminou  | Não terminou | Não terminou    |
| 2011    | Quénia        | Tunísia      | 16 - 7          |
| 2012    | Zimbábue      | Uganda       | 22 - 18         |

## Resumo
| Seleção       | Campeão | Vice-Campeão |
| ------------- | ------- | ------------ |
| Namíbia       | 8       | 2            |
| África do Sul | 3       | 0            |
| Marrocos      | 2       | 3            |
| Uganda        | 1       | 1            |
| Quênia        | 2       | 3            |
| Zimbábue      | 1       | 3            |
| Tunísia       | 0       | 3            |
| Madagáscar    | 0       | 2            |